# Polyrhaphis belti
Polyrhaphis belti es una especie de escarabajo longicornio del género Polyrhaphis, tribu Polyrhaphidini, subfamilia Lamiinae. Fue descrita científicamente por Hovore & McCarty en 1998.
La especie se mantiene activa durante los meses de marzo, abril, mayo, junio, julio, agosto y septiembre.

## Descripción
Mide 20-33 milímetros de longitud.

## Distribución
Se distribuye por Colombia, Costa Rica, Ecuador, Guatemala, Honduras, Nicaragua y Panamá.